# 6164 Gerhardmüller
6164 Gerhardmüller è un asteroide della fascia principale. Scoperto nel 1977, presenta un'orbita caratterizzata da un semiasse maggiore pari a 2,2459385 UA e da un'eccentricità di 0,1935821, inclinata di 4,82747° rispetto all'eclittica.
L'asteroide è dedicato all'esploratore russo di origine tedesca Gerhard Friedrich Müller.